# Valter Sköld
Sven Erland Valter Sköld (ibland stavat Walter), född 12 februari 1910 i Enebyberg, död 12 december 1975 i Doylestown, Pennsylvania, USA, var en svensk fotbollsspelare (försvarare) som var uttagen i truppen till OS 1936.
På klubbnivå blev Sköld svensk mästare med AIK säsongen 1936/37.

## Idrottskarriär
Sköld var uttagen i den svenska fotbollstruppen till OS 1936. I OS fick han dock ingen speltid då Sverige i sin enda match i turneringen förlorade mot Japan i ett av svensk fotbolls största bakslag i och med den oväntade 3-2-förlusten. 
Sköld, som under större delen av sin karriär spelade i AIK och där också blev svensk mästare 1936/37, spelade sammanlagt 8 landskamper under åren 1935-38 (0 mål). När den aktiva karriären var över fungerade Sköld under en del av 1940-talet som tränare för sin moderklubb Enebybergs IF.

## Privatliv
Valter Sköld fick två döttrar och en son med sin hustru Britt tre barn. Under många år arbetade Sköld som murare. De sista åren av sitt liv, 1969–1975, bodde han i USA där han levde på att sälja skandinavisk hemslöjd.

## Meriter

### I landslag
Sverige
- Uttagen till OS (1): 1936 (ingen speltid)
- 8 landskamper, 0 mål

### I klubblag
AIK
- Svensk mästare 1936/37

### Webbsidor
- Profil på aik.se
- Lista på landskamper, svenskfotboll.se, läst 2014 03 05